# Oskar Bock
Oskar Julius Bock (* 5. Juli 1915 in Nürnberg; † 28. September 1979 in London Borough of Hillingdon) war ein deutscher Zahnarzt und Hochschullehrer, mit belastender Rolle während des  Nationalsozialismus.

## Leben
Oskar Bock entstammte einer Zahnärztedynastie: Er war Sohn des Julius Georg Bock (1878–1955), a. o. Professor für Zahnheilkunde in Erlangen und Frida Bock, geb. Koeber. Julius Georg Bock war nach 1945 maßgeblich beteiligt am Wiederaufbau der Erlanger Universitätszahnklinik. 1950 fand er nach dem Zweiten Weltkrieg eine geeignete Wohnung für eine erneute Praxistätigkeit. Oskar Bock war ebenso Neffe des Zahnarztes Eduard Julius Bock (1875–1913), Enkel des Zahnarztes Georg Jakob Bock (1846–1921), der als Wegbereiter der Goldfüllung und als Gründer des „Vereins bayrischer Zahnärzte“ in Erscheinung trat, und Urenkel des Zahnarztes Eduard August Moritz Bock (1812–1878). Oskar besuchte bis 1935 das Realgymnasium in Friedrichshafen und anschließend das humanistische Gymnasium in Nürnberg. Ab dem Sommersemester 1937 studierte er Medizin und Zahnmedizin an der Friedrich-Alexander-Universität Erlangen-Nürnberg, Universität Wien und Julius-Maximilians-Universität Würzburg. Am 1. September 1941 absolvierte er sein Medizinisches Staatsexamen und erhielt die Approbation als Arzt in Würzburg. Einen Tag später promovierte er zum Dr. med. Nach dem Zweiten Weltkrieg setzte er ab dem Wintersemester 1949/50 bis zum Wintersemester 1950/51 das Studium der Zahnmedizin in Erlangen fort, wo er am 28. April 1951 sein zahnmedizinisches Staatsexamen ablegte und die Approbation als Zahnarzt erhielt. Am 5. Dezember 1952 promovierte er zum Dr. med. dent. Am 27. November 1958 folgte seine Habilitation für Zahn-, Mund- und Kieferheilkunde in Erlangen. Er war seit 1942 mit Elisabeth, geborene Haggenmiller verheiratet, die zwei Kinder hatten. In zweiter Ehe war er mit Ingeborg Goldmann verheiratet. Er verstarb während eines Auslandsaufenthalts im Londoner Stadtteil Borough of Hillingdon.

## Verhältnis zum Nationalsozialismus
Oskar Bock trat zum 1. Mai 1937 der NSDAP bei (Mitgliedsnummer 5.403.028), zudem war er Mitglied im NSKK. Er war Truppenarzt an der Ostfront und geriet in sowjetische Kriegsgefangenschaft, die bis etwa 1949 dauerte.

## Wissenschaftliche Laufbahn
Am 1. September 1952 wurde er Assistent in der zahnärztlichen Praxis seines Vaters Julius Georg Bock in Nürnberg, die er am 1. Oktober 1952 übernahm. Im Mai 1953 wurde er planmäßiger wissenschaftlicher Assistent an der Klinik und Poliklinik für Zahn-, Mund- und Kieferkrankheiten in Erlangen und 1957 stellvertretender Leiter der Abteilung für Zahnerhaltung. 1958 avancierte er zum Oberarzt. Im Jahre 1959 folgte seine Habilitation für Zahn-, Mund- und Kieferheilkunde und wurde Privatdozent für Zahn-, Mund- und Kieferheilkunde und stellvertretender Leiter der Chirurgischen Abteilung und zwei Jahre später Oberassistent und weitere zwei Jahre später Konservator. 1964 ermöglichte ihm Gerhard Steinhardt die Etablierung und Leitung einer Spezialabteilung für Funktionsdiagnostik namens „Abteilung für funktionelle Gebißanalyse“ – die erste Abteilung dieser Art im deutschsprachigen Raum. 1965 erhielt er eine außerplanmäßige Professur, ein Jahr später wurde er Abteilungsvorsteher. In mancherlei Hinsicht war Oskar Bock Wegbereiter für die moderne Funktionslehre in Deutschland und vielen Kollegen Mentor bei der „Entdeckung“ dieses Fachgebiets.

## Mitgliedschaften
- 1970 Initiator und Vorsitzender der „Arbeitsgemeinschaft für Funktionsdiagnostik“  innerhalb  der Deutschen Gesellschaft für Zahn-, Mund- und Kieferheilkunde (DGZMK)
  - Aus der Arbeitsgemeinschaft ging später die Deutsche Gesellschaft für Funktionsdiagnostik und Therapie, (DGFDT) hervor
- 1972 Präsident  der European Academy of Gnathology

## Ehrung
In Würdigung seines Andenkens verlieh die DGFDT seit 2009 die „Oskar-Bock-Medaille“ an Kolleginnen und Kollegen, die sich besonders um die Gesellschaft und die Förderung der Funktionsdiagnostik in Deutschland verdient gemacht haben. Im Zusammenhang mit der Aufarbeitung der nationalsozialistischen Vergangenheit des zahnärztlichen Berufsstands wurde jedoch 2020 die „Oskar-Bock-Medaille“ in „DGFDT-Ehrenmedaille“ umbenannt.

## Publikationen (Auswahl)
- Dens in dente oder Odontom in einer Zahnkrone?, Stoma 7 (1954), S. 166–174;
- Granuloma sarkomatodes. Ein Beitrag zur Klinik und Pathologie, Stoma 8 (1955), S. 5–20;
- Resorption an einem retinierten oberen Eckzahn, DZZ 10 (1955), S. 544–548;
- Über die Innervation des Dentins, DZZ 15 (1960), S. 838–848 (zugl. Habil.schr. Erlangen 1959);
- Die präoperative Einstellung der Okklusion bei Veränderungen der Unterkieferlage durch Osteotomie, DZZ 23 (1968), S. 1401f.
- mit W. Winzenburg: Occlusion and articulation, Quintessence Int. 1 (1970), 79-83; Preoperative occlusal adjustment in prognathism, Quintessence Int. 3 (1972), S. 67–72